# Eijun Kiyokumo
Eijun Kiyokumo (født 11. september 1950) er en japansk fodboldspiller.

## Japans fodboldlandshold
| Japans landshold | Japans landshold | Japans landshold |
| År               | Kmp              | Mål              |
| ---------------- | ---------------- | ---------------- |
| 1974             | 1                | 0                |
| 1975             | 13               | 0                |
| 1976             | 9                | 0                |
| 1977             | 5                | 0                |
| 1978             | 0                | 0                |
| 1979             | 9                | 0                |
| 1980             | 5                | 0                |
| Total            | 42               | 0                |